# Joaquín Jiménez Mata
 (janvier 2025).
Si vous disposez d'ouvrages ou d'articles de référence ou si vous connaissez des sites web de qualité traitant du thème abordé ici, merci de compléter l'article en donnant les références utiles à sa vérifiabilité et en les liant à la section « Notes et références ».
Pour les articles homonymes, voir Jiménez et Mata.
Joaquín Jiménez Mata est un coureur cycliste espagnol actif dans les années 1940. Il a notamment remporté une étape du Tour d'Espagne 1947.

## Biographie
Jiménez naît au XXe siècle et est actif de 1936 à 1948 avec une pause due à la Guerre civile espagnole de 1937 à 1939.

### Carrière
Dès 1936, Jiménez prend le départ du Tour de Catalogne qu'il termine dans le top 30 à plus de 2h du vainqueur, Mariano Cañardo. Après une pause durant les saisons 1937 et 1938, l'Espagnol reprend avec le Tour de Catalogne 1939 qu'il termine 23e à 3h de Mariano Cañardo, une nouvelle fois vainqueur. L'année suivante, il participe à Madrid-Salamanque-Madrid, une course par étape où il se classe 13e.
En 1945, après la fin de la Guerre, il participe pour la 1re fois au Tour d'Espagne, qu'il termine à la 21e position à 4h de Delio Rodríguez. En août, il termine également 6e du Circuit de Getxo. La saison suivante, il finit encore 21e du Tour d'Espagne en terminant au pied du podium de la 17e étape.
L’année 1947 voit Jiménez remporter la 13e étape du Tour d'Espagne ainsi que terminer 2e de la 23e étape. Il se classe finalement 18e de cette Vuelta, son meilleur résultat. En effet, l'année suivante, il termine 24e à plus de 6h de la tête du général.

## Palmarès
- 1947
  - 13e étape du Tour d'Espagne

### Résultats sur les Grands tours

#### Tour d'Espagne
4 participations :
- 1945 : 21e
- 1946 : 21e
- 1947 : 18e, vainqueur de la 13e étape
- 1948 : 24e